# لويس ماركوس
لويس ماركوس (بالإنجليزية: Louis Marcus)‏ هو سياسي أمريكي، ولد في 9 يناير 1880 في الولايات المتحدة، وتوفي في 6 يوليو 1936 في نفس البلد. انتخب عمدة سولت ليك سيتي, يوتا.